# Major Isidoro
Major Isidoro là một đô thị ở bang Alagoas, Brasil. 
Dân số năm 2004 ước tính là 17.835 người.